# Pseudophilautus maia
Pseudophilautus maia é uma espécie de anfíbio da família Rhacophoridae. Foi endêmica do Sri Lanka, tendo sido descrita em 2007 a partir de um único espécime de museu, fêmea, coletado em 1860.